# Klave (producent)
John Väisänen, även känd som Klave, född 30 juli 1995 i Torslanda, är en svensk houseproducent och DJ. Han började med att spela gitarr vid 12 års ålder och senare gick med i ett Metal band som Vocalist. Hans sångkarriär gick mot ett slut när han började producera elektronisk musik vid 16 års ålder. Klave gjorde sin stora debut med sin låt Realer Than Love som släpptes på Armin Van Buurens skivbolag Armada 2016 som gav honom sin första fot in i industrin.
Låtsläppet på Armada Music gav honom en signerat avtal med Armin van Buurens Cloud9 Music. 
Klaves musik har spelats på stora radio kanaler såsom Sirius XM, Hardwells - Hardwell On Air och Afrojacks Jacked Radio
2020 släppte Klave låten "Awakening" på en av Youtubes största musikkanaler Proximity.